# Politèlia
La politèlia, o mugró supernumerari, és un mugró addicional que es produeix en mamífers, inclosos els humans. Sovint es confonen amb nevus. Diversos estudis informen que la prevalença de politèlia és d'aproximadament 1 de cada 18 i 1 de cada 40.
Els mugrons apareixen al llarg de les dues «línies lactíferes» verticals, que comencen a l'aixella a cada costat, baixen pels mugrons típics i acaben a l'engonal. Es classifiquen en vuit nivells d'exhaustivitat, des d'un simple pèl fins a un pit amb llet en miniatura.

## Tipus
| Tipus                   | Teixit glandular | Mugró | Arèola | Teixit adipós | Pèl |
| ----------------------- | ---------------- | ----- | ------ | ------------- | --- |
| 1                       | Si               | Si    | Si     | Si            |     |
| 2                       | Si               | Si    |        |               |     |
| 3                       | Si               |       | Si     |               |     |
| 4                       | Si               |       |        |               |     |
| 5 (pseudomamella)       |                  | Si    | Si     | Si            |     |
| 6 (politèlia)           |                  | Si    |        |               |     |
| 7 (politèlia areolaris) |                  |       | Si     |               |     |
| 8 (politèlia pilosa)    |                  |       |        |               | Si  |

La politèlia es refereix a la presència de només un mugró addicional, mentre que la polimàstia denota la presència molt més rara de glàndules mamàries addicionals.
Encara que sol presentar-se a les línies lactíferes, la pseudomama pot aparèixer tan lluny com el peu.
S'ha proposat una possible relació amb el prolapse de la vàlvula mitral.

## Significat clínic

### Presentació clínica

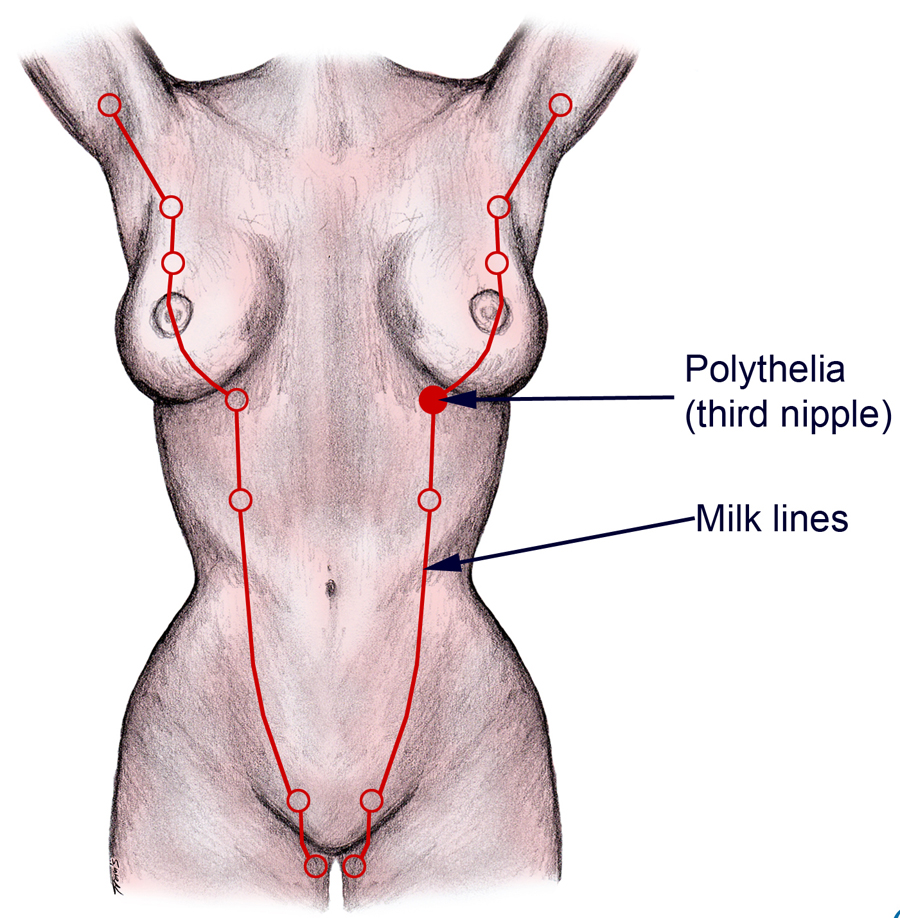
«Línies lactíferes» naturals en el cos humà

Pot romandre sense ser detectat. De tant en tant, el mugró supernumerari es nota quan els canvis hormonals durant l'adolescència, la menstruació o l'embaràs provoquen un augment de la pigmentació, inflor fluctuant, tendresa o fins i tot lactància.

### Associacions
Es diu que es troba en associació amb altres síndromes i altres condicions:
- Síndrome de McKusick-Kaufman
- Síndrome de Char
- Síndrome de Simpson-Golabi-Behmel

### Tractament i prognosi
Molt sovint no cal cap tractament; tanmateix, si es desitja, un mugró supernumerari es pot extirpar quirúrgicament. També s'ha descrit l'eliminació mitjançant crioteràpia amb nitrogen líquid.

## Societat i cultura
The Triple Nipple Club (El club del triple mugró) és un documental que es va mostrar a Channel 4 que explora el misteri biològic del mugró supernumerari. Emès per primera vegada el 2 de gener de 2008, va ser dirigit i produït per Dan Louw i encarregat com a part de la sèrie First Cut de Channel 4. La pel·lícula se centra en els intents de Louw d'entendre per què va néixer amb mugrons addicionals, una condició que comparteix amb persones com Mark Wahlberg, Lily Allen i Tilda Swinton, així com personatges coneguts de televisió i cinema com Francisco Scaramanga i Chandler Bing. Fascinat i confós per aquesta mutació aparentment inútil, Louw emprèn un viatge personal de descoberta per intentar desembolicar «l'enigma del triple mugró». Comença consultant l'home del carrer i fins i tot un reconegut teratòleg, expert en mutacions físiques. Després de provar la noció que els mugrons addicionals podrien ser un signe de fertilitat, descobreix que en realitat són un atavisme o «remanent» evolutiu (un signe de com van evolucionar els humans).